# Giải trình tự
Giải trình tự (chữ Anh: Sequencing), hoặc gọi là trắc tự, là đo lường thứ tự sắp xếp cấu trúc bậc một của phân tử mục tiêu. Giải trình tự nghĩa là xác định cấu trúc bậc một của polymer sinh học không phân nhánh. Kết quả giải trình tự là một miêu tả tuyến tính kí hiệu hoá, đã tổng kết ngắn gọn và súc tích thứ tự sắp xếp của phần lớn cấu trúc bậc nguyên tử của phân tử được trắc tự. Giải trình tự thường thấy có:
- Giải trình tự DNA
- Giải trình tự RNA
- Giải trình tự Sanger
- Giải trình tự Protein
- Giải trình tự Pyrophosphoric acid
- Giải trình tự Polysaccharide
- Giải trình tự gen

## Giải trình tự DNA

### Tổng quan
Trong thuật ngữ di truyền học, giải trình tự DNA là quá trình xác định trật tự nucleotide của một đoạn DNA. Hiện nay, hầu hết giải trình tự DNA đều được thực thi dùng phương pháp phân tách trình tự (chain termination method) , được phát triển bởi Frederick Sanger. Kĩ thuật này dùng phân tách trình tự cụ thể (sequence-specific termination) của một phản ứng tổng hợp DNA trong ống nghiệm (in vitro) dùng chất nền nucleotide đã được chỉnh sửa.

### Tại sao cần giải trình tự DNA?
Trình tự của DNA mã hóa các thông tin cần thiết để cho các cơ thể sống có thể tồn tại và tái sản sinh. Việc giải trình tự vì thế rất hữu ích với các nghiên cứu 'thuần túy' để lý giải tại sao và bằng cách nào mà các cơ thể tồn tại, cũng như các chủ đề mang tính ứng dụng. Vì bản chất quan trọng của DNA đối với các sinh vật sống, hiểu biết về trình tự DNA có thể trở nên hữu ích với các nghiên cứu sinh học và ứng dụng. Ví dụ, trong y khoa nó có thể được dùng để xác định, chẩn đoán và phát triển các phương pháp điều trị cho các bệnh về di truyền học. Tương tự, các nghiên cứu vào pathogens có thể giúp điều trị các bệnh lây nhiễm (contagious diseases). Kĩ thuật sinh học (biotechnology) là một ngành đang phát triển, với tiềm năng áp dụng cho các sản phẩm và dịch vụ hữu ích.

## Giải trình tự protein
Phương pháp giải trình tự Protein bao gồm:
- Phương pháp phân giải Edman
- Phương pháp khối phổ
- Phân tích vân tay phổ khối lượng Peptide (PMF)

Nếu gen mã hoá protein đã biết, vậy thì có thể lợi dụng trình tự gen để suy đoán ra thứ tự sắp xếp protein.